# Борден (Индијана)
Борден (енгл. Borden) град је у америчкој савезној држави Индијана.

## Демографија
По попису из 2010. године број становника је 808, што је 10 (-1,2%) становника мање него 2000. године.
| Група             | 2000.       | 2010.       |
| Белци             | 801 (97,9%) | 790 (97,8%) |
| Афроамериканци    | 0 (0,0%)    | 0 (0,0%)    |
| Азијати           | 4 (0,5%)    | 0 (0,0%)    |
| Хиспаноамериканци | 4 (0,5%)    | 9 (1,1%)    |
| Укупно            | 818         | 808         |